# João Jorge de Monferrato
João Jorge de Monferrato ou João Jorge Paleólogo, em italiano Giovanni Giorgio ou Giangiorgio Paleólogo (20 de janeiro de 1488 – 30 de abril de 1533), foi o último marquês do Monferrato pertencente à dinastia dos Paleólogos. Era filho do marquês Bonifácio III de Monferrato (1424–1494) e de Maria Branković (1466–1495), sendo tio do anterior marquês, Bonifácio IV, a quem sucedeu.

## Biografia
Após empreender uma carreira religiosa, João Jorge decide abandonar as ordens para acompanhar o pequeno Bonifácio, cuja tutela que compartilha com a marquesa-mãe Ana de Alençon.
Quando Bonifácio IV morre precocemente (1530), na sequência de uma queda dum cavalo, João Jorge herda o marquesado já prevendo o seu próprio fim: os médicos prognosticaram-lhe poucos anos de vida por causa de uma doença do aparelho digestivo. Assim, o recente marquês deve indicar, quase de imediato, o nome do seu sucessor: a escolhida é sua sobrinha Maria, cujo casamento com o marquês de Mântua Frederico II Gonzaga, ocorrera em idade precoce (aos 8 anos) e, por isso e a pedido do noivo, fora anulado por não consumação.
Com a morte prematura de Bonifácio IV, Frederico Gonzaga, arrependendo-se do seu anterior pedido, tenta obter a revogação da anulação do casamento com Maria Paleóloga, o que se releva tardio: poucos dias depois Maria morre.
Também os Saboia e os del Vasto de Saluzzo aspiram à sucessão, mas Frederico antecipa-se a todos e consegue que os seus direitos sejam reconhecidos pelo imperador Carlos V.
Numa desesperada tentativa de fazer perdurar a linha masculina dos Paleólogo, João Jorge aceita a proposta imperial de casar com Júlia de Aragão (1492-1542), filha de Frederico I de Nápoles. O matrimónio é celebrado em 21 de abril de 1533 apesar de João Jorge se encontrar no fim da vida. A 30 de abril o último dos Paleólogos falece sem deixar descendência.
Frederico II Gonzaga que entretanto casara em 3 de outubro de 1531,com a irmã da defunta Maria, Margarida, obtém o controlo do marquesado.